# Edificio Limatambo
El Edificio Limatambo fue un bloque de pisos de viviendas ubicado en el distrito financiero de San Isidro en Lima, Perú.

## Historia

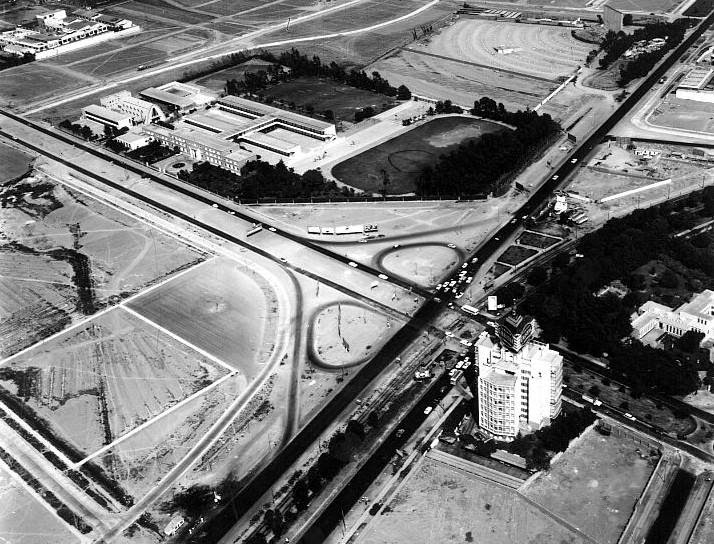
Vista aérea del edificio en los años 60, antes de la construcción de la Vía Expresa.

El edificio Limatambo, conocido como Edificio Seoane, fue construido entre 1953 y 1954 en la intersección de las avenidas Javier Prado y Paseo de la República, cerca de lo que entonces era el Aeropuerto de Limatambo. El proyecto fue firmado por el arquitecto peruano Enrique Seoane Ros, por encargo de la familia Brescia, con el objetivo de ser un tipo de albergue de empresarios extranjeros que quisieran pasar un largo periodo de tiempo dentro de Lima. Una de sus primeras vallas publicitarias promovió Panagra, que operaba en el aeropuerto antes mencionado.
Una de sus vallas publicitarias más conocidas del edificio promovió la Coca Cola Company que iluminaron el edificio por la noche y llevaron a que los lugareños lo apodaron "El edificio Coca Cola" por los locales. 

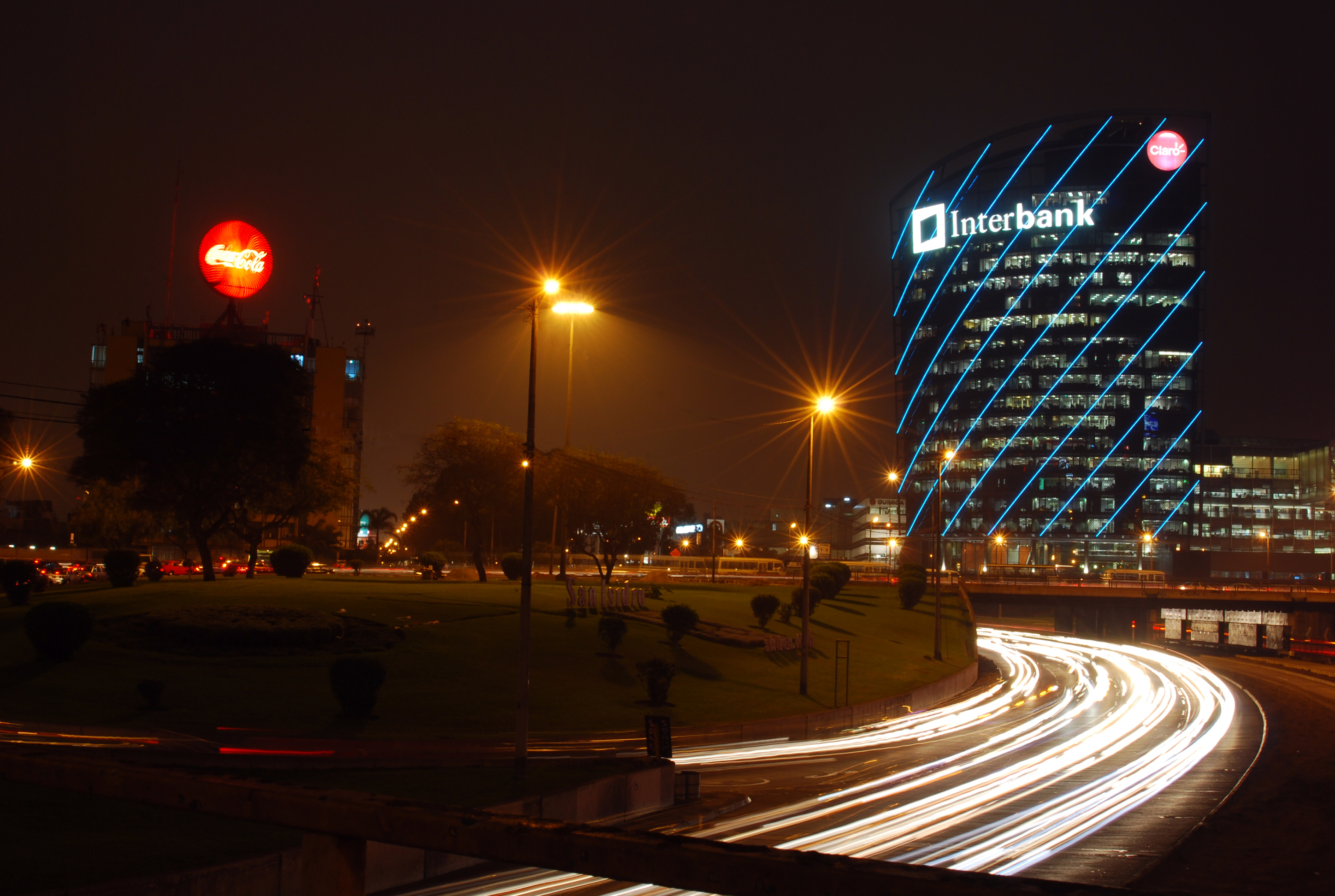
Vista de noche del Edificio Interbank a finales de los 2000, en el lado izquierdo se observa el edificio Limatambo con su distintivo letrero de Coca-Cola encendido.

### Demolición
La demolición del edificio se anunció en el 26 de febrero de 2012 ya que la prevista Torre Rímac de 55 pisos iba a ocupar el área en su lugar, convirtiéndose así en el edificio más alto del país con una altura de 208 metros. El anuncio fue conocido por el público en general con profesionales de la construcción y periodistas que apelaron al Ministerio de Cultura para detener la demolición del edificio así como los cuales compararon la misma situación con la de la Casa Marsano. A pesar de la controversia, el edificio fue finalmente demolido en la segunda mitad de 2013. La construcción de la Torre Rímac estaba prevista para 2016 y terminar antes de 2020, como parte del Plan Maestro "Las Begonias", pero a pesar de su anuncio nunca se construyó, dejando el terreno vacío y siendo utilizado como estacionamiento en la actualidad.

## Descripción
Se trataba de un conjunto unido de tres bloques con diferentes alturas. El bloque que daba a la avenida Javier Prado tenía nueve plantas y dos departamentos por piso, mientras que el posterior tenía siete niveles y un departamento por planta. Las dos plantas superiores del bloque más alto contenían departamentos tipo dúplex.En total el edificio contaba con ocho plantas, lo cual en su momento fue una de las pocas construcciones con gran altura de Lima. Resaltaba en la cima un letrero giratorio de la bebida gaseosa Coca-Cola, signo por el que el edificio era fácilmente identificado por la población, y que se mantuvo por varios años hasta su desaparición.